# Cunegonda di Altdorf

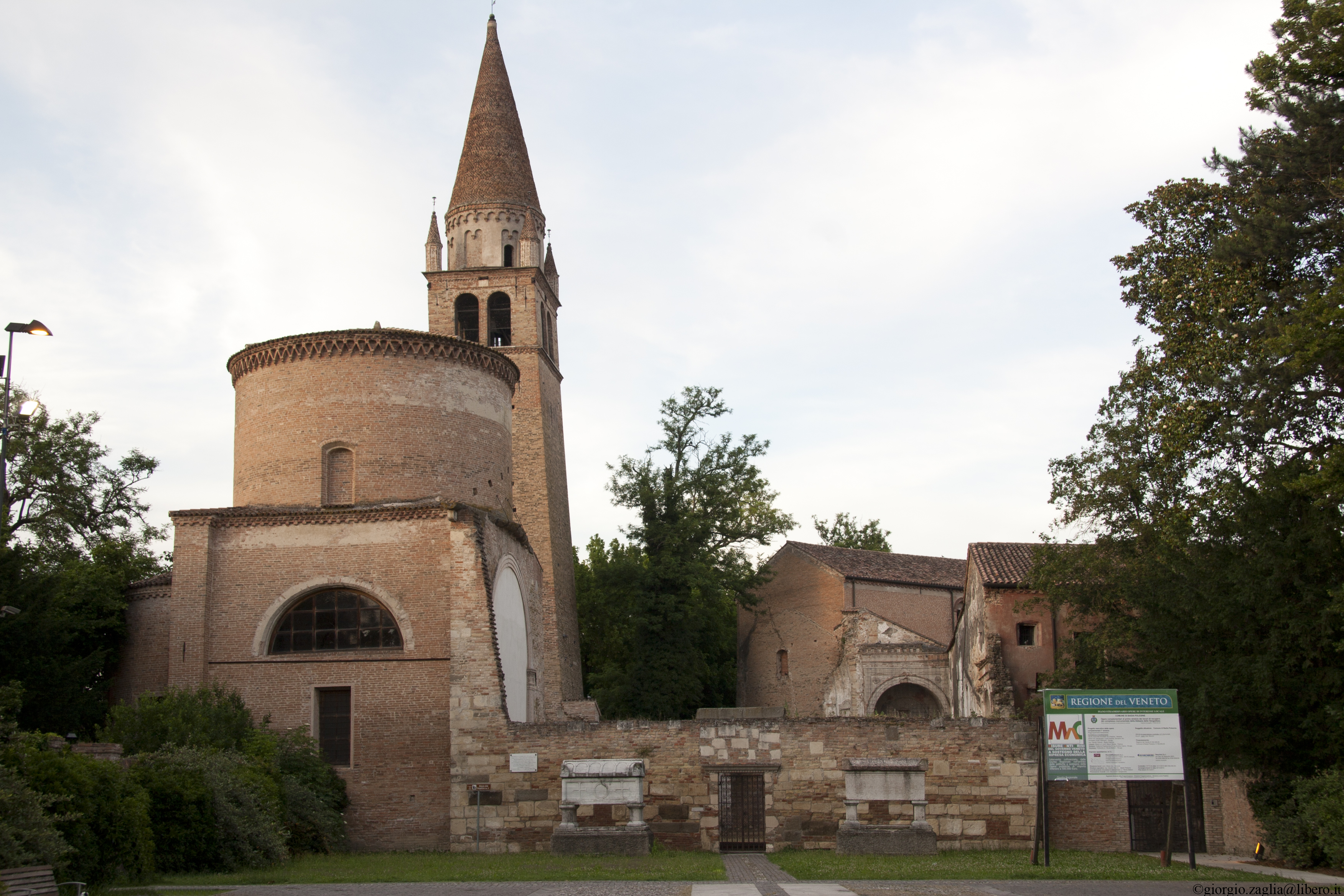
Abbazia della Vangadizza, i sepolcri di Alberto Azzo e della moglie Cunegonda

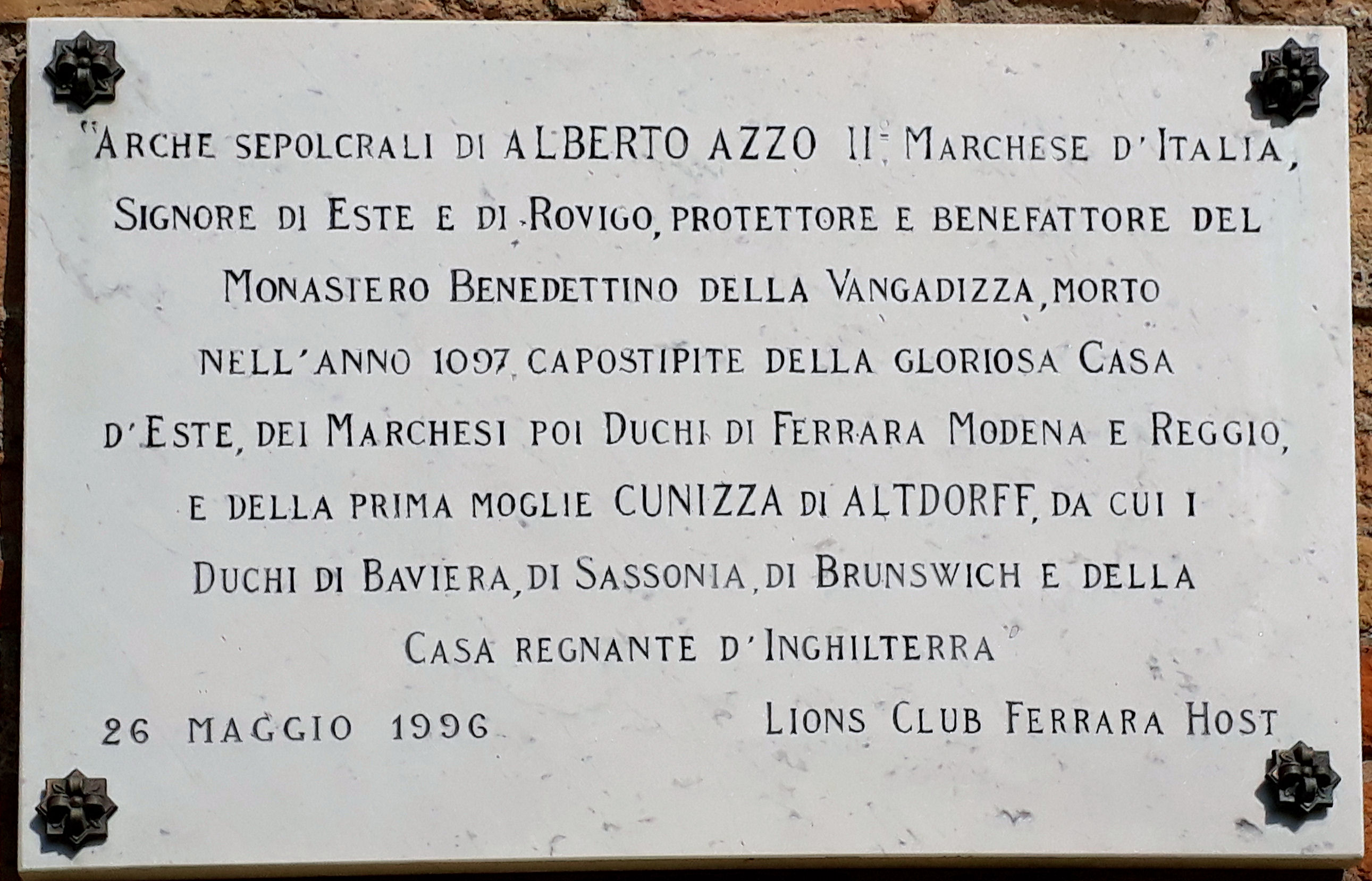
Badia Polesine, lapide presso l'Abbazia Vangadizza.

Cunegonda di Altdorf, detta anche Cunizza (Weingarten, 1020 – 31 agosto 1057), pronipote dell'imperatrice Cunegonda, fu marchesa d'Este.

## Biografia
Nota anche come Cunizza "dei Welfen", fu figlia di Guelfo III di Altdorf e di Imiza di Lussemburgo e discendente del ramo svevo della dinastia dei vecchi Guelfi; era la sorella di Guelfo di Carinzia, duca di Carinzia e marchese di Verona. Le venne imposto il nome Cunegonda forse in onore della zia, Cunegonda di Lussemburgo, imperatrice di Germania e santa.
Si unì in matrimonio ad Alberto Azzo II, marchese d'Este, portando in dote possedimenti in Solesino, nelle vicinanze di Este. Da questa unione nacque Guelfo, futuro duca di Baviera e capostipite del casato dei Guelfi.
Morì nel 1057 e venne sepolta nell'abbazia della Vangadizza accanto al marito.

## Ascendenza
|                         |                         |                     | Genitori                        |  |  | Nonni |  |  | Bisnonni             |  |  | Trisnonni         |  |
|                         |                         |                     |                                 |  |  |       |  |  | Rodolfo I di Altdorf |  |  | Enrico di Altdorf |  |
|                         |                         |                     |                                 |  |  |       |  |  | Rodolfo I di Altdorf |  |  | Enrico di Altdorf |  |
|                         |                         | …                   |                                 |  |  |       |  |  | Rodolfo I di Altdorf |  |  |                   |  |
| Rodolfo II di Altdorf   |                         |                     |                                 |  |  |       |  |  | Rodolfo I di Altdorf |  |  |                   |  |
|                         |                         | …                   | …                               |  |  |       |  |  |                      |  |  |                   |  |
|                         |                         | …                   | …                               |  |  |       |  |  |                      |  |  |                   |  |
|                         |                         | …                   | …                               |  |  |       |  |  |                      |  |  |                   |  |
| Guelfo III di Altdorf   |                         | …                   |                                 |  |  |       |  |  |                      |  |  |                   |  |
|                         |                         | Corrado I di Svevia | Odo di Wetterau (forse)         |  |  |       |  |  |                      |  |  |                   |  |
|                         |                         | Corrado I di Svevia | Odo di Wetterau (forse)         |  |  |       |  |  |                      |  |  |                   |  |
|                         |                         | Corrado I di Svevia | Cunegonda di Vermandois (forse) |  |  |       |  |  |                      |  |  |                   |  |
| Ita di Öhningen         |                         | Corrado I di Svevia |                                 |  |  |       |  |  |                      |  |  |                   |  |
|                         |                         | …                   | …                               |  |  |       |  |  |                      |  |  |                   |  |
|                         |                         | …                   | …                               |  |  |       |  |  |                      |  |  |                   |  |
|                         |                         | …                   | …                               |  |  |       |  |  |                      |  |  |                   |  |
| Cunegonda di Altdorf    |                         | …                   |                                 |  |  |       |  |  |                      |  |  |                   |  |
|                         | Sigfrido di Lussemburgo | Vigerico di Bidgau  |                                 |  |  |       |  |  |                      |  |  |                   |  |
|                         | Sigfrido di Lussemburgo | Vigerico di Bidgau  |                                 |  |  |       |  |  |                      |  |  |                   |  |
|                         | Sigfrido di Lussemburgo | Cunegonda           |                                 |  |  |       |  |  |                      |  |  |                   |  |
| Federico di Lussemburgo | Sigfrido di Lussemburgo |                     |                                 |  |  |       |  |  |                      |  |  |                   |  |
|                         |                         | Edvige di Nordgau   | Eberardo IV di Nordgau          |  |  |       |  |  |                      |  |  |                   |  |
|                         |                         | Edvige di Nordgau   | Eberardo IV di Nordgau          |  |  |       |  |  |                      |  |  |                   |  |
|                         |                         | Edvige di Nordgau   | Luitgarda di Lotaringia         |  |  |       |  |  |                      |  |  |                   |  |
| Imiza di Lussemburgo    |                         | Edvige di Nordgau   |                                 |  |  |       |  |  |                      |  |  |                   |  |
|                         |                         | …                   | …                               |  |  |       |  |  |                      |  |  |                   |  |
|                         |                         | …                   | …                               |  |  |       |  |  |                      |  |  |                   |  |
|                         |                         | …                   | …                               |  |  |       |  |  |                      |  |  |                   |  |
| …                       |                         | …                   |                                 |  |  |       |  |  |                      |  |  |                   |  |
|                         |                         | …                   | …                               |  |  |       |  |  |                      |  |  |                   |  |
|                         |                         | …                   | …                               |  |  |       |  |  |                      |  |  |                   |  |
|                         |                         | …                   | …                               |  |  |       |  |  |                      |  |  |                   |  |
|                         |                         | …                   |                                 |  |  |       |  |  |                      |  |  |                   |  |